# Sasad-busz (Budapest)
A budapesti Sasad-busz a Sasadi út és a Baross tér, Keleti pályaudvar között közlekedett. A vonalat a Budapesti Közlekedési Rt. üzemeltette.

## Története
2002. május 7. és augusztus 30. között közlekedett tehermentesítő járatként a Sasadi út – Baross tér, Keleti pályaudvar útvonalon, Sasad jelzéssel. 2006-ban hasonló útvonalon indult el a 239-es buszjárat is.

## Útvonala
| Baross tér, Keleti pályaudvar felé | Sasadi út felé |
| --- | --- |
| Sasadi út vá. – Budaörsi út – felüljáró – Hegyalja út – Erzsébet híd – Szabad sajtó út – Kossuth Lajos utca – Rákóczi út – Baross tér, Keleti pályaudvar vá. | Baross tér, Keleti pályaudvar vá. – Baross tér – Rákóczi út – Kossuth Lajos utca – Szabad sajtó út – Erzsébet híd – Hegyalja út - felüljáró – Budaörsi út – aluljáró – Balatoni út – Sasadi út vá. |

## Megállóhelyei
| 0  | Sasadi út végállomás                     | 23 | 40, 40, 41, 41, 53, 72, 87, 87A, 139, 153                                       |
| ∫  | Sasadi út                                | 20 | 40, 40, 41, 41, 53, 72, 87, 87A, 139, 153                                       |
| 2  | Dayka Gábor utca                         | 19 | 40, 40E, 41, 53, 72, 87, 87A, 139, 140E, 153, 172                               |
| 15 | Ferenciek tere                           | 10 | 5, 7, 7A, 7, 8, 78, 112, 173                                                    |
| 17 | Astoria                                  | 8  | 7, 7A, 9, 78 47, 49 74                                                          |
| 20 | Blaha Lujza tér                          | 5  | 7, 7A, 7, 78, 173 4, 6, 28, 37, 37A 74                                          |
| ∫  | Baross tér, Keleti pályaudvar            | 3  | 7, 7A, 7, 20, 30, 67V, 73, 78, 173, Pólus 24 73, 76, 78, 79, 80 Budapest-Keleti |
| 23 | Baross tér, Keleti pályaudvar végállomás | 0  | 7, 7A, 7, 20, 30, 67V, 73, 78, 173, Pólus 24 73, 76, 78, 79, 80 Budapest-Keleti |